# Nihon Sandai Jitsuroku
Die Chronik Nihon Sandai Jitsuroku (jap. 日本三代実録, dt. „Authentische Aufzeichnungen zu drei (Regierungs)epochen in Japan“) ist eine Chronik Japans für die Jahre 858 bis 887. Sie gehört als sechster und letzter Teil zu den sechs offiziellen Reichsgeschichten (Rikkokushi).

## Hintergrund
Die Arbeit an dieser Chronik begann am Anfang der 890er Jahre auf Anordnung des Tennō Uda und dauerte bis 901. Der genaue Beginn der Arbeiten ist nicht gesichert. Der in der Heian-Zeit entstandene „Abriss der Reichsgeschichten“  (Nihon Kiryaku) gibt den 1. Mai 892 an, doch ist nicht sicher, ob es sich bei dieser Angabe nicht um einen Fehler handelt. Gemeinhin nimmt man als Entstehungszeit daher die Zeit zwischen 893 und 894 an. Als Anschlusswerk an die „Authentischen Aufzeichnungen zum Tennō Montoku von Japan“ (Nihon Montoku Tennō Jitsuroku) sollte sie die 30 Jahre danach abdecken.
Für die Kompilation des Textes waren maßgeblich Fujiwara no Tokihira und Ōkura no Yoshiyuki verantwortlich. Als weitere Kompilatoren waren Minamoto no Yoshiari, Sugawara no Michizane und Mimune no Masahira beteiligt. Da Minamoto no Yoshiari 889 starb und Tennō Uda im darauffolgenden Jahr 899 abdankte, nimmt man an, dass die Kompilation für eine Weile unterbrochen wurde. Die Arbeit wurde dann auf Veranlassung des Daigo-Tennō fortgesetzt und im August 901 beendet.

## Inhalt
Die in klassischem Chinesisch verfassten 50 Faszikel des Werks behandeln die 30 Regierungsjahre der Tennō Seiwa, Yōzei und Kōkō. Hie und da werden auch die Gangyō-Unruhen (元慶の乱) erwähnt, ohne dass sie in der für den Text sonst üblichen Detaildichte geschildert werden. Zudem beschreibt es in Buch 16 das Jōgan-Erdbeben von 869.
Der Chronik folgt das Geschichtswerk Shinkokushi (新国史, etwa „Neue Landesgeschichte“), das bisweilen auch als Zoku Sandai Jitsuroku (続三代実録, etwa „Fortsetzung der authentischen Aufzeichnungen zu drei (Regierungs)epochen“) bezeichnet wird.